# Papilio mechowianus
Papilio mechowianus is een vlinder uit de familie van de pages (Papilionidae). De wetenschappelijke naam van de soort is voor het eerst geldig gepubliceerd in 1885 door Hermann Dewitz.